# DGTVi
DGTVi è un'associazione italiana per lo sviluppo della televisione digitale terrestre in Italia che ha tra gli associati gran parte dei principali operatori televisivi italiani. L'associazione collabora con l'Autorità per le Garanzie nelle Comunicazioni, il Ministero dello sviluppo economico (che ha assorbito le competenze del Ministero delle comunicazioni) e tutte le altre autorità competenti in materia.

## Associati
Attualmente gli associati di DGTVi sono i seguenti:
- Rai
- Mediaset
- Cairo Communication
- Sky Italia
- Federazione radio televisioni (associazione di imprese radiotelevisive italiane)
- Prima TV
- Aeranti-Corallo (associazione di imprese legate al settore radiotelevisivo italiano)

## Finalità
Il consorzio DGTVi ha il compito di promuovere tutte le iniziative relative alla diffusione del digitale terrestre.
Dal sito ufficiale è possibile conoscere lo stato di copertura territoriale, notizie provenienti dal mondo del digitale terrestre e gli eventi in corso.

## Bollino DGTVi
DGTVi ha recentemente presentato un'iniziativa al fine di classificare i nuovi modelli in vendita di set-top box e di televisori.
Tutti i prodotti che verranno sottoposti ai test delle aziende associate a DGTVi avranno possibilità di utilizzare un bollino identificativo.
Per la piattaforma digitale terrestre i bollini utilizzati sono:
- Grigio: Decoder che consente unicamente la fruizione dei programmi in chiaro a definizione standard, ma garantendo al contempo alcune importanti funzionalità come il sistema LCN, l'EPG e l'aggiornamento del software.
- Bianco: Televisore con sintonizzatore digitale integrato a definizione standard con possibilità di ricezione dei programmi in chiaro e a pagamento (questi ultimi, unicamente in aggiunta di un modulo CAM compatibile).
- Blu: Decoder con sintonizzatore digitale integrato a definizione standard con possibilità di ricezione dei programmi in chiaro, a pagamento e dei servizi interattivi; Televisore con possibilità di ricezione dei programmi in chiaro, a pagamento (unicamente in aggiunta di un modulo CAM compatibile), e, senza l'aggiunta di alcun decoder, dei servizi interattivi.
- Silver: Televisore con sintonizzatore digitale in alta definizione con possibilità di ricezione dei programmi in chiaro e a pagamento (questi ultimi, unicamente in aggiunta di un modulo CAM compatibile).
- Gold: Decoder con sintonizzatore digitale integrato in alta definizione con possibilità di ricezione dei programmi in chiaro, a pagamento e dei servizi interattivi; Televisore con possibilità di ricezione dei programmi in chiaro, a pagamento (unicamente in aggiunta di un modulo CAM compatibile), e, senza l'aggiunta di alcun decoder, dei servizi interattivi.
- Platinum: Decoder con sintonizzatore digitale integrato in 4k con possibilità di ricezione dei programmi in chiaro, a pagamento e dei servizi interattivi; Televisore con possibilità di ricezione dei programmi in chiaro, a pagamento (unicamente in aggiunta di un modulo CAM compatibile), e, senza l'aggiunta di alcun decoder, dei servizi interattivi.

## Iniziative
Il 21 e 22 gennaio 2009 si è tenuta a Roma la Quarta Conferenza Annuale sulla TV Digitale Terrestre nel corso della quale è stata presentata l'offerta televisiva di RAI, Mediaset e delle altre principali emittenti nazionali e locali.
Il vicedirettore generale della RAI, Giancarlo Leone ha annunciato il lancio di 2 nuovi canali, Rai 4 e Rai Storia; l'amministratore delegato di RTI, gruppo Mediaset, Marco Giordani, ha confermato la scelta prioritaria per l'offerta pay tv.
Nel corso della conferenza è stata anche annunciata l'imminente partenza di una nuova piattaforma satellitare, Tivùsat che opera a partire dal 31 luglio 2009 in concorrenza con Sky, sebbene si tratti di un'offerta completamente gratuita.